# Henrique Arlindo Etges
Henrique Arlindo Etges (* 15. März 1966 in Venâncio Aires) ist ein ehemaliger brasilianischer Fußballspieler.

## Karriere
Henrique begann seine Karriere 1985 beim Erstligisten Grêmio FBPA. Im selben Jahr stand er im Kader der U20-Nationalmannschaft bei der Junioren-Fußballweltmeisterschaft 1985, welche die Auswahl gewann. Der Spieler erzielte dabei ein Tor. Dieses war das einzige im Finale gegen Spanien.
1988 wechselte er zu Portuguesa. Von 1992 bis 1997 war er bei SC Corinthians unter Vertrag. In der Zeit stand er im Kader Brasiliens bei der Copa América 1993, kam hier aber zu keinen Einsätzen. 1994 wurde er mit Corinthians Vizemeister der Série A 1994. 1995 gewann er mit dem Verein den Copa do Brasil. Als er 1998 zum japanischen Verdy Kawasaki wechselte, hatte Henrique wettbewerbsübergreifend 292 Spiele für den Klub bestritten. 1999 kehrte er nach Brasilien zurück. Hier unterschrieb er einen Vertrag bei Botafogo FC (SP).

## Erfolge
U20-Nationalmannschaft
- Junioren-Fußballweltmeisterschaft: 1985

Grêmio
- Staatsmeisterschaft von Rio Grande do Sul: 1985, 1986, 1987, 1988

SC Corinthians
- Staatsmeisterschaft von São Paulo: 1995, 1997
- Brasilianischer Pokalsieger: 1995
- Trofeo Ramón de Carranza: 1996

## Vergewaltigung
1987 war Henrique einer der mutmaßlichen Täter einer Vergewaltigung in der Schweiz im Zuge einer Reise von Gremio. Beschuldigter Haupttäter sein Mitspieler Alexi Stival.